# Канашское отделение Казанской железной дороги
Канашское отделение Казанской железной дороги ― предприятие железнодорожного транспорта, производственное звено Казанской железной дороги. Обслуживаемые им участки железной дороги находились на территории Горьковской области, Чувашской АССР и Мордовской АССР.
Образовано в 1955 году в результате перевода переноса конторы Сергачского отделения на станцию Канаш. Кроме того, в его состав вошли участки упразднённого тогда же Алатырского отделения Канаш исключительно — Красный Узел. На момент создания граничила на западе с Муромским отделением Казанской железной дороги, на востоке с Юдинским отделением той же дороги, на юге с Рузаевским отделением Куйбышевской железной дороги.
По состоянию на 1955 год на отделении имелась две станции 1-го класса (Канаш-1, Чебоксары) и две станции 2-го класса (Сергач, Шумерля, Атяшево, Ибреси, Алатырь, Красный Узел). Действовали Сергачская (ПЧ-4), Канашская (ПЧ-5), Красноузельская (ПЧ-13), Алатырская (ПЧ-14), Чебоксарская (ПЧ-17) дистанции пути, депо Сергач, Канаш и Алатырь.
В 1961 году упразднено, участок Арзамас исключительно — Канаш исключительно передан Муромскому отделению, а участок Красный Узел — Канаш — Чебоксары передан Юдинскому отделению.